# 第79回ニューヨーク映画批評家協会賞
79th NYFCC Awards

2013年12月3日
作品賞: 

アメリカン・ハッスル
第79回ニューヨーク映画批評家協会賞は、2013年の映画に贈られる賞であり、2013年12月3日に発表された。

## 受賞
- 男優賞：
  - ロバート・レッドフォード - 『オール・イズ・ロスト 〜最後の手紙〜』
- 女優賞：
  - ケイト・ブランシェット - 『ブルージャスミン』
- アニメ映画賞：
  - 『風立ちぬ』
- 撮影賞：
  - ブリュノ・デルボネル - 『インサイド・ルーウィン・デイヴィス 名もなき男の歌』
- 監督賞：
  - スティーヴ・マックイーン - 『それでも夜は明ける』
- 作品賞：
  - 『アメリカン・ハッスル』
- 第一回作品賞：
  - ライアン・クーグラー - 『フルートベール駅で』
- 外国語映画賞：
  - 『アデル、ブルーは熱い色』（ フランス）
- ノン・フィクション映画賞：
  - 『物語る私たち』
- 脚本賞：
  - エリック・ウォーレン・シンガー、デヴィッド・O・ラッセル - 『アメリカン・ハッスル』
- 助演男優賞：
  - ジャレッド・レト - 『ダラス・バイヤーズクラブ』
- 助演女優賞：
  - ジェニファー・ローレンス - 『アメリカン・ハッスル』

主演男優賞と作品賞を除き、受賞者はほかの候補に大差をつけた。なお、作品賞は『アメリカン・ハッスル』と『それでも夜は明ける』の接戦となり、主演男優賞は『オール・イズ・ロスト 〜最後の手紙〜』のロバート・レッドフォードと『それでも夜は明ける』のキウェテル・イジョフォーの接戦となった。